# Corey Sweet
Corey Sweet (Adelaide, 25 november 1976) is een voormalig Australisch wielrenner. Na zijn wielerloopbaan wilde Sweet zich gaan richten op een carrière als agent in zijn geboorteland. Eind 2007 stopte de renner met wielrennen.
Sweets grootste overwinning is een etappe in de Ronde van Luxemburg, in 2002.

## Belangrijkste overwinningen
1997
- Eindklassement Ronde van Wellington

2000
- 5e etappe deel b Ronde van Saksen

2001
- Eurode omloop

2002
- 3e etappe Ronde van Luxemburg
- Hel van het Mergelland

2004
- 6e etappe Tour of Queensland

## Resultaten in voornaamste wedstrijden
| Jaar | Milaan-San Remo | Gent-Wevelgem | Ronde van Vlaanderen | Amstel Gold Race |
| ---- | --------------- | ------------- | -------------------- | ---------------- |
| 2001 |                 |               | 78e                  |                  |
| 2002 |                 | 32e           |                      | 69e              |
| 2003 | 170e            |               |                      |                  |

## Ploegen
- 1999-Team Leonardo Coast
- 2000-Hohenfelder-Concorde
- 2001-Bankgiroloterij-Batavus
- 2002-Bankgiroloterij-Batavus
- 2003-Crédit Agricole
- 2004-ComNet-Senges
- 2005-ComNet-Senges
- 2006-Wiesenhof-AKUD
- 2007-Regiostrom-Senges